# Stazione di Tullamore
La stazione di Tullamore  è una fermata ferroviaria della linea Westport–Portarlington posta a servizio della cittadina di Tullamore, Offaly, Irlanda.

## Storia
La stazione fu aperta il 2 ottobre 1854 nell'ambito della costruzione della Athlone–Portarlington da parte della Great Southern and Western Railway (GS&WR).

## Movimento
La stazione è servita dagli Intercity Westport/Galway–Dublino Heuston.

## Servizi
- Servizi igienici
- Capolinea autolinee
- Biglietteria a sportello
- Biglietteria self-service
- Distribuzione automatica cibi e bevande